# Storjuktan
Storjuktan, sydsamiska Stuora Sjukta, är en sjö i Sorsele kommun i Lappland som ingår i Umeälvens huvudavrinningsområde. Sjön är 32,4 meter djup, har en yta på 55,2 kvadratkilometer och befinner sig 410 meter över havet. Sjön avvattnas av vattendraget Juktån.
Storjuktan är reglerad för vattenkraftsändamål med en vattenyta som varierar mellan 398 och 412 meter över havet.

## Bebyggelse
Det första nybygget vid Storjuktan var Jukta, även kallat Storjukta eller Juktå. Det insynades 1789 vid den nedre delen av sjön av Anders Nilsson från Öravan.
År 1830 insynades Åbacka vid sjöns översta del av samen Olof Nilsson. Juktnäs tillkom 1851 och Sandvik 1853.
Hemnäs togs upp 1882 av Olof Andersson från Jukta.

## Storjuktans reglering
I december 1961 fick Vattenfall tillstånd att reglera Storjuktan. Arbetena hade dock påbörjats redan i mars 1960. I slutet av 1961 påbörjades uppdämningen, varigenom Storjuktan och Fjosoken förenades till en enda sjö med en längd av sex mil. Ovanför Åbacka fick en ny bro byggas över Juktån. Magasinets regleringshöjd blev 14 meter och volymen 575 miljoner kubikmeter.
Byarna Juktå, Juktnäs och Åbacka dränktes till största delen, och 34 familjer flyttade från området. Som ersättning planerade Vattenfall att iordningställa sexton jordbruksfastigheter på Galgatmyran vid Rankbäcken i Sorsele, dit familjerna erbjöds flytta. Endast tre av dessa fastigheter kom dock till stånd; de flesta drabbade föredrog att själva ordna sig nya hem med hjälp av den ersättningssumma de fått av Vattenfall.
Vattnet från den reglerade Storjuktan utnyttjades ursprungligen i ett pumpkraftverk i Juktans kraftstation, som producerade elkraft när behovet var som störst. Från Storjuktan pumpades vattnet upp till Blaiksjön drygt 200 meter högre upp. Efter att ha passerat turbinerna leddes vattnet antingen över till Storuman i Umeälven eller tillbaka till Storjuktan. Sedan elmarknaden avreglerats var detta inte längre lönsamt och Juktan byggdes om till ett vanligt kraftverk. En ny tilloppstub sprängdes från Storjuktan, varigenom vattnet rinner till turbinen och därifrån ut i Storuman. Den nya anläggningen stod klar 1996. Pumpfunktionerna kan dock tas i bruk igen ifall läget på elmarknaden skulle ändras. Juktans nuvarande normala årsproduktion är 90 GWh.

## Delavrinningsområde
Storjuktan ingår i delavrinningsområde (725682-156015) som SMHI kallar för Utloppet av Storjuktan. Medelhöjden är 481 meter över havet och ytan är 206,82 kvadratkilometer. Räknas de 85 avrinningsområdena uppströms in blir den ackumulerade arean 1 698,5 kvadratkilometer. Juktån som avvattnar avrinningsområdet har biflödesordning 2, vilket innebär att vattnet flödar genom totalt 2 vattendrag innan det når havet efter 277 kilometer. Avrinningsområdet består mestadels av skog (65 procent). Avrinningsområdet har 56,34 kvadratkilometer vattenytor vilket ger det en sjöprocent på 27,2 procent.

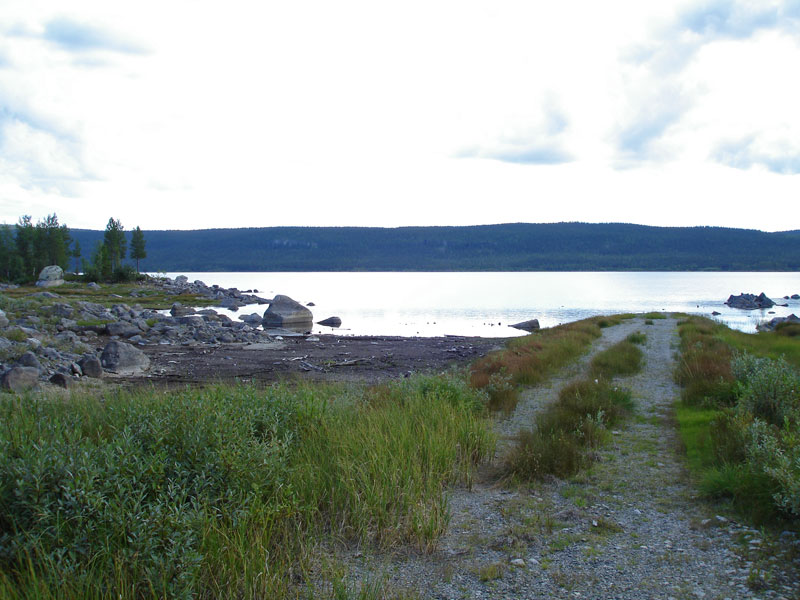
När Storjuktan reglerades överdämdes vägen norr om sjön. Resterna av den gamla vägen ses här på Storjuktans nordöstra sida.
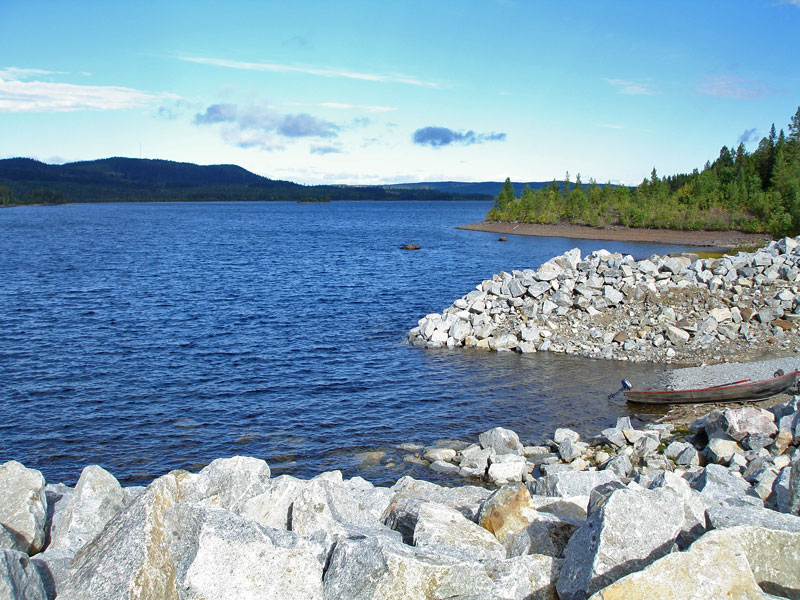
Storjuktans sydöstra del, intill dammbyggnaden.
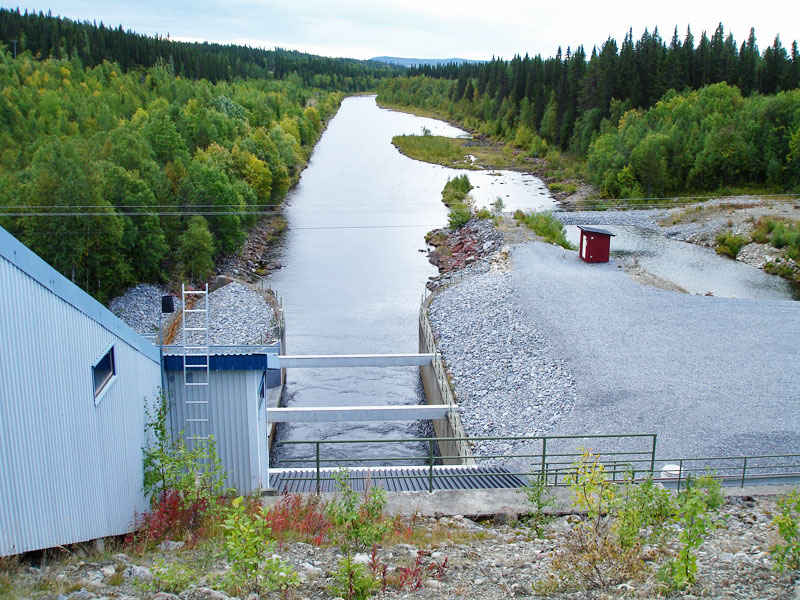
En del av vattnet i Storjuktan släpps ut i Juktån för att bevara vattendragets karaktär.